# NASA Exoplanet Archive
El Archivo de Exoplanetas de la NASA (NASA Exoplanet Archive) es un catálogo de exoplanetas en línea y un servicio de datos que recopila y sirve datos públicos que respaldan la búsqueda y caracterización de planetas extrasolares (exoplanetas) y sus estrellas anfitrionas. Es parte del Centro de Análisis y Procesamiento de Infrarrojos y se encuentra en el campus del Instituto de Tecnología de California (Caltech) en Pasadena, CA. El archivo está financiado por la NASA y fue lanzado a principios de diciembre de 2011 por el Instituto de Ciencias de Exoplanetas de la NASA como parte del Programa de Exploración de Exoplanetas de la NASA. En junio de 2019, la colección de exoplanetas confirmados del archivo superó los 4.000.
Los datos del archivo incluyen curvas de luz publicadas, imágenes, espectros y parámetros, y datos de series temporales de estudios que tienen como objetivo descubrir exoplanetas en tránsito. El archivo también desarrolla herramientas y servicios basados en la Web para trabajar con los datos, en particular la visualización y el análisis de conjuntos de datos de tránsito de la misión Kepler y la misión Corot (COnvection ROtation and planetary Transits), para las cuales Exoplanet Archive es el portal de datos de EE. UU. Otros estudios astronómicos y telescopios que han contribuido con conjuntos de datos al archivo incluyen SuperWASP, HATNet Project, XO, Trans-Atlantic Exoplanet Survey y KELT .

## Contenido de datos de exoplanetas
El archivo de exoplanetas contiene objetos descubiertos a través de todos los métodos (velocidad radial, tránsitos, microlentes, imágenes, astrometría, variaciones de tiempo de eclipse y variaciones de tiempo de tránsito/TTV ) que tienen parámetros planetarios disponibles públicamente, con una masa (o masa mínima) igual o menos de 30 masas de Júpiter.

## Herramientas y servicios de archivo de exoplanetas

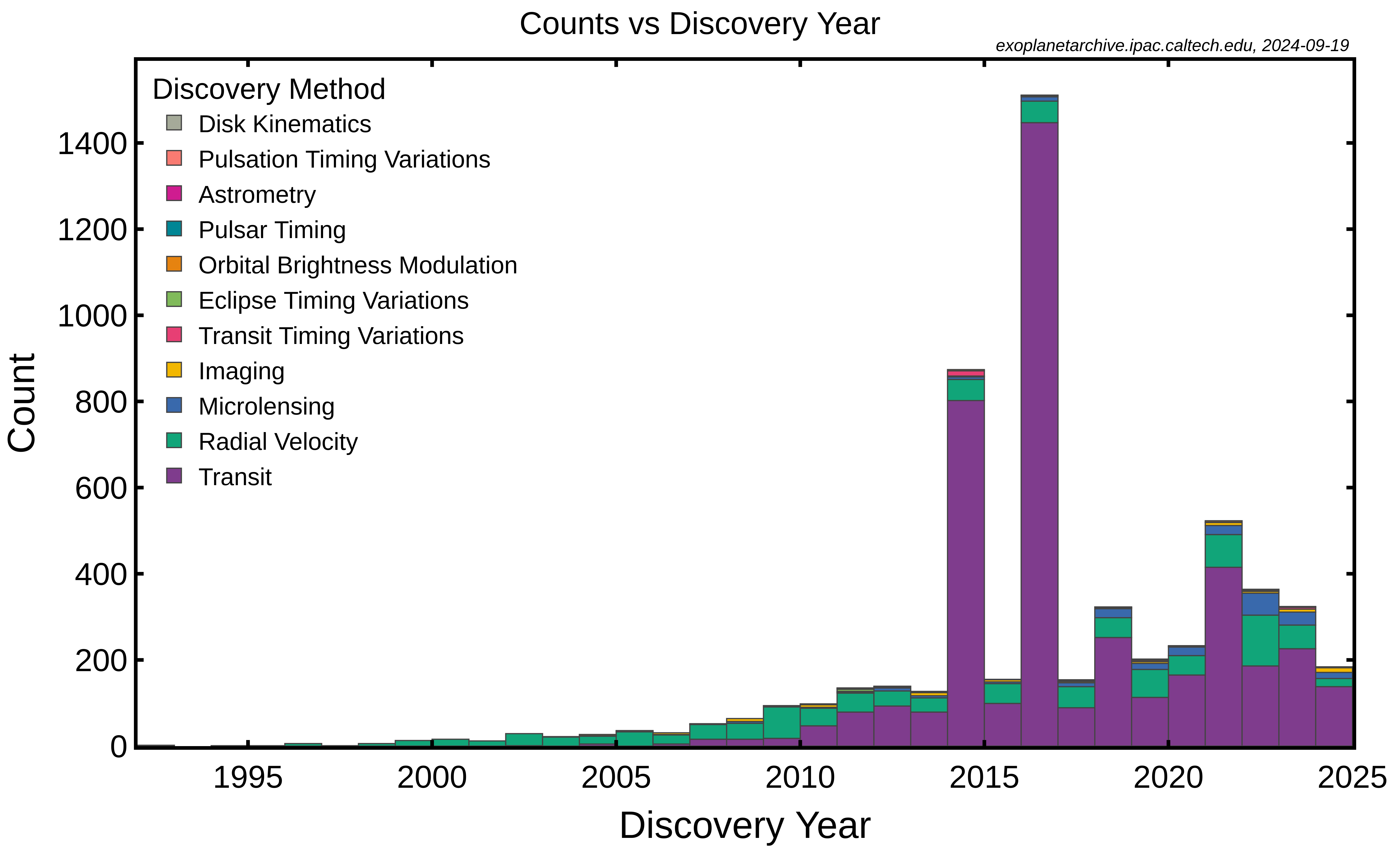
Detecciones de exoplanetas por año hasta junio de 2022.

Además de proporcionar acceso a grandes conjuntos de datos públicos, Exoplanet Archive ha desarrollado varias herramientas para trabajar con datos de exoplanetas y anfitriones estelares.
- Visualizadores interactivos para parámetros de planetas: estas tablas interactivas muestran datos de planetas confirmados, objetos de interés (KOI) de Kepler, eventos de cruce de umbral (TCE) y datos de objetivos estelares que los usuarios pueden filtrar, ordenar y descargar o exportar a otros servicios de archivo de exoplanetas. como la visualización de curvas de luz para las estrellas de Kepler.
- Visor de curvas de luz de Kepler: Visualización interactiva de los cuartos seleccionados por el usuario para un único objetivo Kepler. Cualquier columna del archivo de curvas de luz puede trazarse con o sin normalización y enviarse a la herramienta de fase o periodograma.
- Servicio de Periodograma: Esta herramienta calcula el periodograma de datos de series temporales del archivo o un archivo cargado por el usuario. El servicio admite tres algoritmos: Periodograma de Lomb-Scargle, Mínimos cuadrados de ajuste de caja (BLS) y Plavchan. También están disponibles las curvas de luz por fases para los períodos más significativos.
- Cálculos de Tránsitos y Efemérides: Este servicio devuelve una efemérides de los tiempos de tránsito del exoplaneta a través de su estrella anfitriona. Opcionalmente, para una determinada longitud y latitud u observatorio, el servicio tabula los tiempos de tránsito en esa ubicación y puede calcular el tiempo para tránsitos secundarios u otros puntos de fase en la órbita.
- Interfaz de programa de aplicación (API): este servicio permite que un usuario acceda a los contenidos de la tabla de exoplanetas y estrellas anfitrionas y la tabla de candidatos de Kepler a través de una URL o una consulta basada en línea de comandos.
- Gráficos pregenerados: gráficos listos para usar que brindan a la comunidad acceso rápido a material de presentación que describe el estado actual del campo de exoplanetas en términos de su número y nuestra comprensión de sus características orbitales y físicas.
- Herramienta de ajuste de velocidad radial y tránsito EXOFAST: una herramienta de ajuste importante para los astrónomos que desean utilizar curvas de luz de tránsito o datos de velocidad radial y varias entradas para crear modelos de sistemas planetarios. Este servicio web se basa en el código original de Jason Eastman.[5]

## Datos de sondeos de tránsito en el Archivo de Exoplanetas
El Archivo de exoplanetas sirve datos fotométricos de series temporales de estudios que tienen como objetivo descubrir exoplanetas en tránsito, como la Misión Kepler y CoRoT. La base de datos brinda acceso a más de 22 millones de curvas de luz de programas de estudio de tránsito de exoplanetas basados en el espacio y en tierra, que incluyen:
- Datos de sondeos públicos de Kepler y K2
- Datos del sondeo de exoplanetas CoRoT
- Datos de astrosismología de CoRoT
- Datos del sondeo HATNet
- Datos del sondeo XO
- Datos del sondeo TrES
- Datos del sondeo KELT
- Curvas de luz SuperWASP
- Datos del sondeo de microlentes UKIRT

El archivo de exoplanetas ofrece capacidades de búsqueda y filtrado de propiedades estelares y planetarias de exoplanetas, candidatos planetarios de Kepler y conjuntos de datos de series temporales. Todos los datos en el Archivo de Exoplanetas son examinados por un equipo de astrónomos y las referencias bibliográficas originales están disponibles.
El archivo de exoplanetas admite la visualización interactiva de imágenes, espectros y datos de series temporales y mantiene su propia identificación estelar cruzada para minimizar la ambigüedad en múltiples componentes estelares.